# Lars & the Hands of Light
Lars & the Hands of Light er et band-projekt centreret omkring sanger og sangskriver Lars Vognstrup, også kendt som "Lars I Lommen".
Udover Lars Vognstrup (vokal og guitar) udgøres bandet af hans søster Line Vognstrup (diverse instrumenter og kor), Peter Leth (trommer) samt Thomas Styg (kor og keyboards).
Lars Vognstrup startede sin musikalske løbebane sammen med vennen Kim Pedersen aka. "Kim LAS", og i 2004 udsendte de singlen "For Kristoffer" under bandnavnet Money Your Love. Han har været sanger i rockbandet Raunchy (1994-2004), rapper, sanger og guitarist i Junior Senior (2000-2006), og udgav i 2006 albummet Brand New Pants som den ene halvdel af duoen Wolfkin. Senere har han spillet i amerikanske IMA Robot, skuespilleren Ryan Gosling's band Dead Man's Bones og arbejdet som DJ i Hollywood, Californien.
Line Vognstrup fik sin pladedebut på albummet Brand New Pants af Wolfkin og sang live-kor for duoen.
Trommeslager Peter Leth har tidligere spillet i Junior Seniors backing band.
Thomas Styg har tidligere været live-musiker for Money Your Love. På coveret til bandets album krediteres han som "Thomas Stück".
Bandet skrev i sommeren 2009 kontrakt med det danske indie-pladeselskab Crunchy Frog.
Første single "Me Me Me" blev udsendt 14. juli 2009, og sangen blev 15. februar 2010 genudgivet på en 12" EP med remixes af Trentemøller, Laid Back og Money Your Love.
Anden single "Hey My Love, Hey Love!" blevet udsendt 9. november 2009, og blev Ugens Uundgåelige på Danmarks Radio P3 i uge 46, 2009.
Tredje single "Multicolored" blev udsendt 15. februar 2010 efter udgivelsen af debutalbummet.
Bandets debutalbum The Looking Glass blev udgivet den 25. januar 2010, og blev udnævnt til Ugens Album på Danmarks Radio P4.
Albummet blev modtaget med meget blandede anmeldelser fra de danske musikmedier.
I januar 2010 blev gruppen nomineret til Danmarks Radios talent-pris "P3 Talentet".
Bandet har i perioden 2010-2012 været tilknyttet eksportstøtte-ordningerne fra "Music Export Denmark" (MXD) og har i den forbindelse blandt andet deltaget i den amerikanske festival South by Southwest (SXSW Music) og givet koncert i Tyskland og Japan.